# Боченков, Михаил Владиславович
Михаил Владиславович Боченков (1975—2000) — российский военнослужащий, Герой Российской Федерации.

## Биография
Родился 15 декабря 1975 года в г. Коканде Узбекской ССР в семье служащих.
С 1982 по 1990 год учился в школе N76 им. Камо города Еревана.
В 1990 году поступил в Ленинградское суворовское военное училище, которое закончил в 1992 году, поступил в Ленинградское высшее общевойсковое командное училище и окончил его с золотой медалью.
На Кавказе был с 16 августа 1999 года. Участвовал в боевых операциях в Буйнакске, Урус-Мартане, Кизляре, Новолакском, Хасавюрте.
Командир разведроты 2-й бригады спецназа ГРУ капитан М. Боченков добровольно остался на второй срок командировки в Чечне. В ночь с 15 на 16 февраля 2000 года четыре разведывательные группы специального назначения были выведены в район ур. Танги-Чу с задачей вести разведку в районе назначенных группам высот и не допустить внезапного нападения чеченских сепаратистских формирований на подразделения мотострелкового полка на маршрутах движения. 21 февраля 2000 года в районе посёлка Харсеной его разведгруппа обнаружила крупный отряд сепаратистов. Несмотря на значительное превосходство противника в численности — примерно в четыре раза — офицер принял решение вступить в бой. Его небольшая группа продержалась до подхода вызванных вертолётов и залпов артиллерии. Противник был уничтожен, но капитан М. Боченков и несколько его подчинённых погибли в бою. В последние минуты боя смертельно раненый капитан М. В. Боченков накрыл своим телом раненого разведчика.
Похоронен на Смоленском православном кладбище в Санкт-Петербурге.

## Награды
- Был награждён и. о. Президента РФ В. В. Путиным охотничьим ножом, Почётной грамотой Министра обороны РФ, орденом «Мужества».
- За мужество и героизм, проявленные при ликвидации незаконных вооружённых формирований в Северо-Кавказском регионе, Указом Президента РФ от 24 июня 2000 года № 1162 командиру группы специального назначения капитану М. В. Боченкову присвоено звание Героя Российской Федерации (посмертно).

Звезда Героя Российской Федерации родителям гвардии капитана Михаила Боченкова была вручена командующим войсками Ленинградского военного округа генерал-полковником В. Бобрышевым (выпускником Киевского СВУ). Похоронен Боченков М. В. на Серафимовском кладбище г. Санкт-Петербурга.